# Boys (Summertime Love)

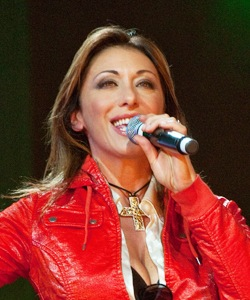
Итальянская певица Сабрина Салерно (Сабрина) 30 октября 2010 года. Шоу «Легенды Ретро FM» в СК «Олимпийский», Москва.

«Boys (Summertime Love)» — песня итальянской певицы Сабрины. Была издана отдельным синглом в 1987 году, потом вошла в дебютный альбом Сабрины Sabrina (вместе с синглами «Sexy Girl» и «Lady Marmalade», вышедшими ранее).
Песня была очень популярна в Европе. В Испании, Швейцарии, Германии, Франции и Италии она побывала на 1 месте чартов, в Великобритании добралась в июне 1988 года до 3 места.
В Австралии песня в 1988 году достигла 11 места.

## Музыкальное видео
Частью своего успеха песня обязана видеоклипу, снятому в отеле «Florida» в курортном городе Езоло в Италии. В видеоклипе Сабрина плещется в бассейне, причём её купальник постепенно сползает, обнажая части сосков. Этот клип и сейчас остаётся одним из самых скачиваемых в интернете.
В интервью, данном ей в конце 1988 года Нино Фиретто в программе Music Box на телеканале Super Сhannel, Сабрина объяснила, что видеоклип на песню «Boys» изначально снимался в качестве сегмента для одного из тележурналов (телешоу) на итальянском телевидении. Именно этим Сабрина объяснила, почему клип по стилю больше походил на итальянские телешоу того времени (чрезмерно сексуальные), чем на стандартный видеоклип.